# Julius von Verdy du Vernois

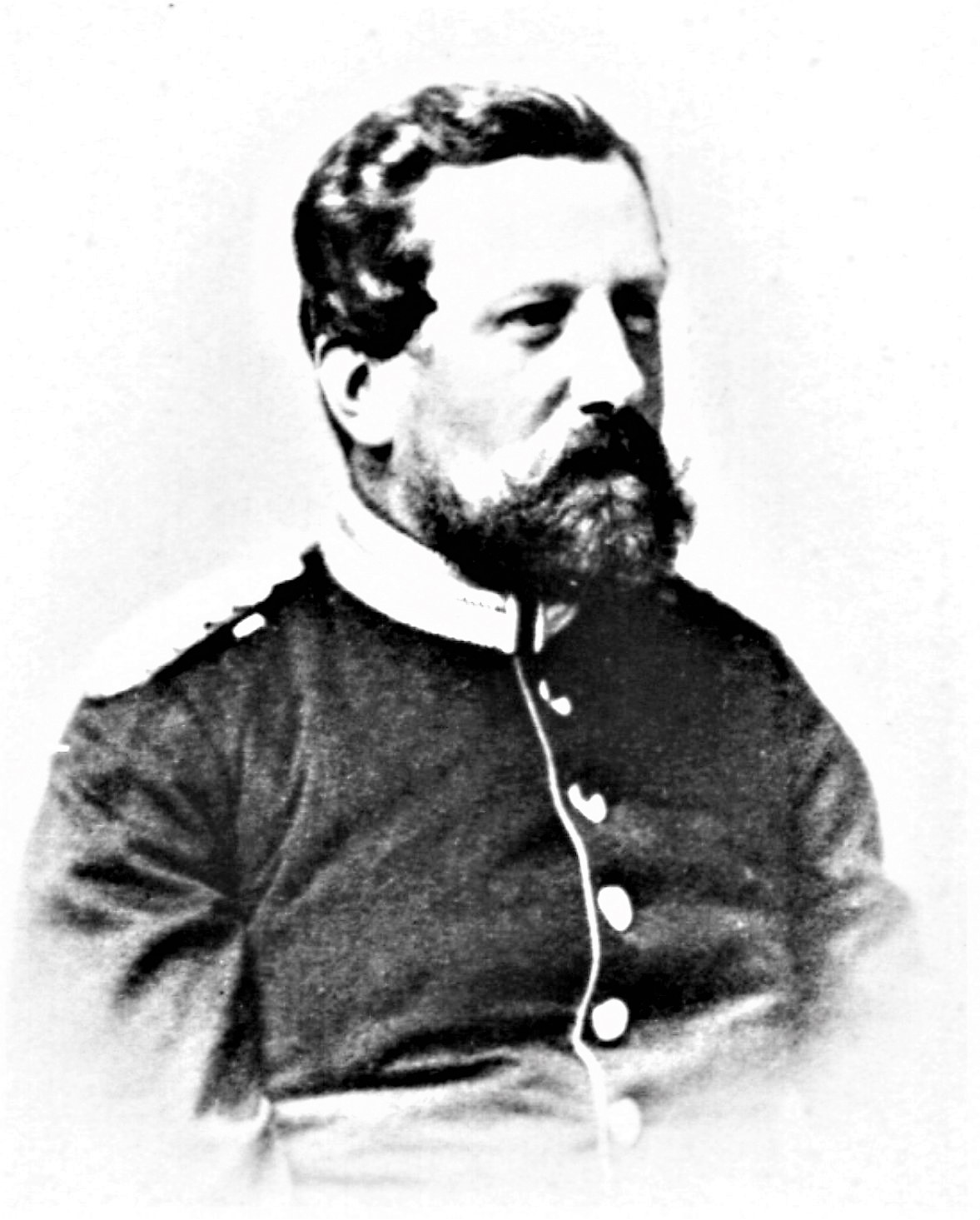
Julius von Verdy du Vernois

Adrian Friedrich Wilhelm Julius Ludwig von Verdy du Vernois (Kożuchów, 19 de Julho de 1832 — Estocolmo, 30 de Setembro de 1910) foi escritor, general-de-infantaria e ministro da guerra da Prússia.

## Obras
- Studien über Truppen-Führung, Berlim 1873 - 1875
- Beitrag zu den Kavallerie-Uebungs-Reisen, Berlim 1876
- Beitrag zum Kriegsspiel, Berlim 1876
- Über Praktische Felddienst-Aufgaben, Berlim 1889
- Studien über den Krieg. Auf Grundlage des deutsch-französischen Krieges 1870/71, Berlim 1891
- Im Großen Hauptquartier 1870/71. Persönliche Erinnerungen, Berlim 1894
- Studien über Felddienst. Neu bearbeitet auf Grund der Felddienst-Ordnung vom 20. Juli 1894, Berlim 1895
- Im Hauptquartier der Zweiten Armee 1866 unter dem Oberbefehl Seiner Königlichen Hoheit des Kronprinzen Friedrich Wilhelm v. Preußen, Berlim 1900
- Im Hauptquartier der Russischen Armee in Polen 1863-1865, Berlim 1905
- Grenz-Detachements, Berlim 1908